# Список персонажей серии Star Fox
В данной статье кратко описаны персонажи серии видеоигр Star Fox фирмы Nintendo. По сценарию, игровую вселенную населяют исключительно антропоморфные животные.

## Команда Star Fox
Star Fox — группа наёмников, согласно сюжету игр, нанятая для защиты звёздной системы Лайлет от внешних врагов. Изначально в её состав входили Джеймс Макклауд, Пеппи Хеа и Пигма Денгар, однако Пигма предал товарищей, перейдя на сторону главного врага системы — доктора Андросса. После этого была сформирована новая команда. Ниже перечислены её действующие и бывшие члены.

### Фокс Макклауд
Лис, лидер команды и главный герой игр. Возглавил Star Fox в возрасте 18 лет после исчезновения своего отца Джеймса на планете Веном. В играх он показан умелым пилотом и бойцом, а также хорошим и решительным стратегом. Неравнодушен к Кристал. Актёры озвучивания — Дэниэл Оусен (Star Fox), Майк Уэст, Синобу Сатоси (Star Fox 64), Стив Малпасс (Adventures), Джим Уокер, Кэндзи Нодзима (Assault).

### Фалько Ломбарди
Ястреб, пилот-ас и друг Фокса, неоднократно спасавший ему жизнь. После событий Star Fox 64 покидает команду, но возвращается в финале Star Fox Adventures. В игровых брифингах часто отпускает достаточно едкие комментарии в адрес прочих членов команды и противников. Актёры озвучивания — Билл Джонс (Star Fox 64), Бен Каллам (Adventures), Майк Мэдоу (Assault), Хисао Эгава.

### Пеппи Хеа
Заяц, входил в изначальный состав Star Fox вместе с Джеймсом Макклаудом и Пигмой Денгаром. После предательства последнего сумел сбежать из плена и рассказать Фоксу Макклауду о происках доктора Андросса на Веноме. Вошёл в состав новой команды, собранной Фоксом. В последующих играх перестал участвовать непосредственно в боевых операциях, руководя миссиями с борта флагмана Great Fox. На протяжении всей серии Пеппи выполняет роль наставника и ментора Фокса, давая ему дельные советы и указания для каждой миссии. Актёры озвучивания — Айзек Маршалл (Star Fox 64), Крис Сивор (Adventures), Генри Дарденн (Assault), Томохису Асо.

### Слиппи Тоад
Жаба, механик команды. Слиппи конструирует вспомогательные аппараты и средства передвижения для Star Fox, такие как подводная лодка Blue Marine. Также в поединках с боссами он определяет уровень их жизненной энергии. В Star Fox Command у него появляется невеста Аманда. Актёры озвучивания — Лисса Браун (Star Fox 64), Крис Сивор (Adventures), Майк МакОлифф (Assault), Киёко Тонгу.

### Кристал
Лисица, новейший член и единственная женщина в команде. Отличается синим цветом меха. Впервые она появляется в Star Fox Adventures. Её родная планета Сериния была уничтожена, и Кристал долгое время скиталась по галактике, надеясь выяснить причины этой катастрофы, пока не была захвачена в плен доктором Андроссом на планете Саурия. Её спас Фокс Макклауд, в которого лисица влюбилась с первого взгляда. Кристал — телепат и во время боевых заданий она вычисляет слабые места противника. Актрисы озвучивания — Эстель Эллис (Adventures), Алесия Глайдвелл, Ая Хара (Assault).

### Джеймс Макклауд
Лис, отец Фокса Макклауда, основатель команды Star Fox. Из-за предательства Пигмы Денгара попал в плен к Андроссу и был признан мёртвым. Тем не менее, он изредка появляется в Star Fox 64, Star Fox: Assault и Star Fox Command, чтобы помочь Фоксу, но чётких объяснений касательно его судьбы в выпущенных играх получено не было. Актёры озвучивания — Майк Уэст, Томохису Асо (Star Fox 64), Джим Уокер, Хирохико Какэгава (Assault).

### РОБ64
Робот, управляющий флагманом команды — Great Fox. Актёры озвучивания — Дэвид Фредерик Уайт, Даисукэ Сакагути (Star Fox 64), Джон Слайк (Adventures) Дэкс Мэнли, Юсукэ Нумата (Assault).

### Принц Трики
Динозавр, принц из племени Землеходов(EarthWalker Tribe) с планеты Саурия. Появляется в Star Fox Adventures, где служит вспомогательным персонажем. В финале игры стал почётным членом команды Star Fox. В Assault Трики появляется в эпизоде уже как король своего племени. Актёры озвучивания — Кевин Бейлисс (Adventures), Чет Морган (Assault).

## Команда Star Wolf

### Вольф О’Доннел
Волк, лидер команды Star Wolf и личный враг Фокса Макклауда. Впервые появляется в Star Fox 64, где Андросс нанимает его команду, для того чтобы уничтожить Star Fox. Позже, в Star Fox: Assault Вольф предпринимает новую попытку свести счёты с Фоксом, но во второй половине игры в связи со вторжением Апароидов объединяет усилия со Star Fox в борьбе с захватчиками. Актёры озвучивания — Рик Мэй, Хисао Эгава (Star Fox 64) Грант Гудив, Махито Оба (Assault).

### Леон Повальски
Хамелеон, неизменный член команды со времён Star Fox 64. В играх показан очень хитрым и изворотливым. Леон — заклятый враг Фалько, во время сражений со Star Fox он в первую очередь стремится сбить его корабль. Актёры озвучивания — Рик Мэй (Star Fox 64), Дэвид Скалии (Assault), Синобу Сатоти.

### Пигма Денгар
Свинья, изначально входил в команду Star Fox, но предал Джеймса Макклауда и Пэппи Хеа, примкнув к Андроссу. В Star Fox 64 входил в состав Star Wolf, но позже Вольф О’Доннел прогнал его. В Assault Пигма пытался установить контроль над Апароидами, но не справился с этой задачей и был ассимилирован ими. Тем не менее, его дух уцелел и в Command Пигма появляется в виде киборга. Актёры озвучивания — Дэвид Фредерик Уайт (Star Fox 64), Лев Либерман (Assault), Даисукэ Гори.

### Эндрю Ойконни
Обезьяна, племянник доктора Андросса. В Star Fox 64 входил в состав Star Wolf, но после окончательного поражения своего дяди, покинул команду и в Assault, собрав остатки его войск, провозгласил себя императором и поднял на планете Фортуна мятеж против правительства Корнерии. Его флагман во время битвы был уничтожен Апароидом, но сам Ойконни уцелел и в Command перешёл на сторону Англарского императора в его борьбе с системой Лайлет. Актёры озвучивания — Билл Джонс, Даисукэ Сакагути (Star Fox 64), Юсукэ Нумата (Assault).

### Пантер Карозо
Леопард, новейший член команды Star Wolf. Впервые появляется в Star Fox Assault. Активно пытается добиться расположения Кристал. В Star Fox Command говорит о себе в третьем лице. Актёры озвучивания — Дэвид Скалли, Тэцу Инада (Assault).

## Злодеи

### Андросс
Сумасшедший учёный, главный противник команды Star Fox. Некогда работал на Корнерии, но из-за своей жажды власти был изгнан на пустынную планету Веном, откуда предпринял попытку силой захватить систему Лайлет. Уничтожил первую команду Star Fox, но в итоге был побеждён Фоксом Макклаудом. В Star Fox Adventures Андросс попытался возродить свою мощь, используя Кристал и духов планеты Саурия. Также фигурирует в форме призрака в Star Fox Command. В играх Андросс обычно появляется в виде огромной головы без тела, с двумя летающими ладонями. Актёры озвучивания — Рик Мэй (Star Fox 64), Дункан Ботвуд (Adventures), Даисукэ Гори.

### Генерал Скейлс
Динозавр, лидер племени Красноглазых (Red Eye Tribe) на Саурии, главный противник игрока в Star Fox Adventures. После неудачной попытки стать единоличным правителем, Скейлс, собрав армию, разбивает планету на части, и его войска оккупируют каждый кусок. Генерал вступил в союз с Андроссом, надеясь получить от него неограниченную силу, но был предан им и, вероятно, убит. Актёры озвучивания — Джон Слайк.

### Королева Апароидов
Предводительница расы Апароидов и главный противник в Star Fox Assault. Считает ассимиляцию всего живого следующей ступенью эволюции. Была уничтожена командой Star Fox на своей родной планете. Актриса озвучивания — Алесия Глайдвелл.

### Англарский Император
Лидер расы Англаров и главный противник в Star Fox Command. Подразумевается, что он и его народ были созданы Андроссом.

## Другие

### Генерал Пеппер
Пёс, командующий вооружёнными силами Корнерии. Некогда изгнал Андросса на Веном, а позже нанял команду Star Fox исследовать подозрительную активность на этой планете. На протяжении почти всех игр серии Пеппер выдаёт задания Star Fox, но через некоторое время после завершения Assault он подаёт в отставку по состоянию здоровья, и его пост в Star Fox Command занимает Пеппи Хеа. Актёры озвучивания — Рик Мэй, Даисукэ Гори (Star Fox 64), Джон Слайк (Adventures), Грэй Эубанк, Мисихиро Икэмидзу (Assault).

### Билл Грей
Пёс, друг Фокса Макклауда, вместе с ним учившийся в Лётной академии. Оказывает команде помощь в ряде миссий в Star Fox 64 и Command. Актёры озвучивания — Билл Джонс, Даисукэ Сакагути (Star Fox 64).

### Кэтт Монро
Кошка, независимый пилот. Помогает войскам Корнерии и команде Star Fox в Star Fox 64 и Command. В одной из концовок Command она вместе с Фалько Ломбарди и Дэшом Боуманом организует команду Star Falco. Актрисы озвучивания — Лисса Браун, Киёко Тонгу.

### Белтино Тоад
Отец Слиппи Тоада, служит в Оборонных Силах Корнерии научным директором. Появляется в Assault. где он находит способ уничтожить Королеву Апароидов. Актёры озвучивания — Скотт Браун, Хирохико Какэгава.

### Аманда
Жаба, невеста Слиппи Тоада. Появляется в Command. В одном из финалов становится новым членом Star Fox.

### Дэш Боуман
Обезьяна, внук Андросса. Высоко чтит Фокса Макклауда и Фалько Ломбарди и мечтает присоединиться к команде Star Fox. В различных финалах Command он либо повторяет судьбу Андросса, став властолюбивым тираном, либо присоединяется к Фалько и Кэтт в их Star Falco, либо остаётся на Веноме и обустраивает планету, делая её пригодной для жизни.

### Люси Хеа
Зайчиха, дочь Пеппи Хеа, мечтающая стать пилотом-асом. Впервые появляется в Star Fox Command. Состоит в хороших отношениях с Кристал. В одной из концовок игры её дочь входит в новую команду Star Fox, организованную Маркусом Макклаудом — сыном Фокса Макклауда и Кристал.